# Cyrtophora koronadalensis
Cyrtophora koronadalensis är en spindelart som beskrevs av Alberto Barrion och James A. Litsinger 1995. Cyrtophora koronadalensis ingår i släktet Cyrtophora och familjen hjulspindlar.
Artens utbredningsområde är Filippinerna. Inga underarter finns listade i Catalogue of Life.